# Burundi na Letnich Igrzyskach Olimpijskich Młodzieży 2010
Burundi na Letnich Igrzyskach Olimpijskich Młodzieży 2010 w Singapurze reprezentowało 4 sportowców w 1 dyscyplinie.

## Skład kadry

### Lekkoatletyka
Chłopcy:
- Patrick Nibafasha – bieg na 1000 m – 11. miejsce w finale
- Zabulon Ndikumana – bieg na 3000 m – 13. miejsce w finale

Dziewczęta:
- Francine Bukuru – bieg na 1000 m – 26. miejsce w finale
- Devote Inamahoro – bieg na 3000 m – 13. miejsce w finale